# Huggins (cráter)

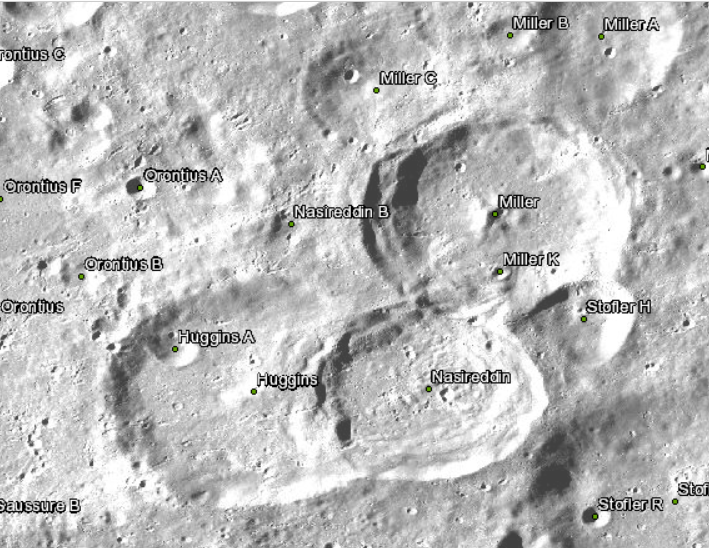
Imagen LRO, con el entorno de Huggins

Huggins es un cráter de impacto situado en las accidentadas tierras altas del sur de la cara visible de la Luna. Se ubica sobre el borde oriental del cráter de mayor tamaño Orontius. El borde este de Huggins es cruzado a su vez por el cráter ligeramente más pequeño Nasireddin. Así, estos tres cráteres forman un triplete de edad decreciente de oeste a este. Al noroeste de Huggins se halla Miller, que a su vez está unido al borde norte de Nasireddin.
|  |

Este cráter ha sido ligeramente erosionado, aunque los restos de su contorno permanecen relativamente bien definidos y solo está superpuesto por unos diminutos cráteres. La mitad occidental del suelo interior aparece relativamente nivelada, aunque un pequeño cráter, Huggins A, se sitúa junto a la pared interna del lado noroeste del brocal. Presenta una formación de pico central situado junto a la rampa exterior producto de la superposición de Nasireddin.

## Cráteres satélite
Por convención estos elementos se identifican en los mapas lunares colocando la letra en el lado del punto medio del cráter que está más cercano a Huggins. Huggins A se encuentra dentro del cráter principal.
|         | \| Huggins \| Coordenadas \| Diámetro \| \| ------- \| ---------------------------- \| -------- \| \| A \| 40°36′S 2°12′O / -40.6, -2.2 \| 11 km \| |          |
| Huggins | Coordenadas | Diámetro |
| A       | 40°36′S 2°12′O / -40.6, -2.2 | 11 km    |